# Ровато
Ровато (итал. Rovato) — город и коммуна в Италии, располагается в провинции Брешиа области Ломбардия.
Население составляет 15 604 человека (на 2004 г.), плотность населения составляет 552 чел./км². Занимает площадь 26 км². Почтовый индекс — 25038. Телефонный код — 030.
Через город проходит железная дорога Брешия-Изео-Эдоло.